# Кобарид
Кобарид (словен. Kobarid) — місто в однойменній общині Кобарид, Регіон Горишка, Словенія. Висота над рівнем моря: 235,3 м.

## Історія
Місцевість була заселена з часів залізної доби, археологи знайшли залишки римських часів.